# Stephanie Swift
Stephanie Swift (nascuda el 7 de febrer de 1972 a Louisiana, Estats Units) és una actriu porno estatunidenca. Ha rodat més de 350 pel·lícules i forma part dels Salons de la Fama d'AVN i XRCO.

## Biografia

### Inicis
Nascuda a l'estat de Louisiana, la seva família es muda al sud de Califòrnia després de la defunció del seu pare a causa d'un càncer. Amb 19 anys compagina el seu treball com stripper en un local anomenat The Bodi Shop amb els seus estudis d'assistent de dentista. Posteriorment comença a posar de forma habitual per a revistes masculines.

### Carrera com a actriu porno
Els seus nombrosos reportatges fotógrafics no tarden a obrir-li les portes del cinema per a adults. Primer amb videos eròtics, com els que roda per a Playboy, i després amb les seves primeres pel·lícules pornogràfiques. Entre elles estan títols com : Video Virgins 23, Fresh Meat 2 o Nothing Sacred, tots ells rodats l'any 1995. Encara que en un primer moment l'actriu alterna tant escenes de sexe anal com escenes lèsbiques, des de l'any 2000, no ha tornat a realitzar més escenes de sexe anal.
En 1997 és fitxada per Wicked Pictures i roda algunes de les seves pel·lícules més conegudes com són : Heartache (1998), Sex Safari (1999), Hell On Heels (1999), Red Dragon (2001) o Chances (2001).
Havent acabat el seu contracte a principis de l'any 2002, l'actriu es pren un descans de gairebé dos anys. Torna en el 2004, a on aprofita per dirigir les seves primeres pel·lícules. Anuncia també la propera creació de la seva pròpia productora, anomenada Swift Entertainment, tanmateix, el projecte no tira endavant.
Després d'un nou parèntesi entre els anys 2005 i 2006, l'actriu torna en el 2007 per a rodar títols com Girlvana 3 (2007), Lesbian Seductions 15 (2007), Finger Licking Good 5 (2008) o Last Rose (2008).
El mes de maig de 2008 es fa públic el seu fitxatge per Sweetheart Video.

## Premis
- 1998 Premi AVN a la Millor actriu de l'any.
- 1998 Premi AVN a la millor actriu.
- 1999 Premi AVN a la Millor escena en parella.
- 2006 Inclusió al Saló de la fama d'AVN.
- 2008 Inclusió al Saló de la fama de XRCO.